# Ascanio Condivi

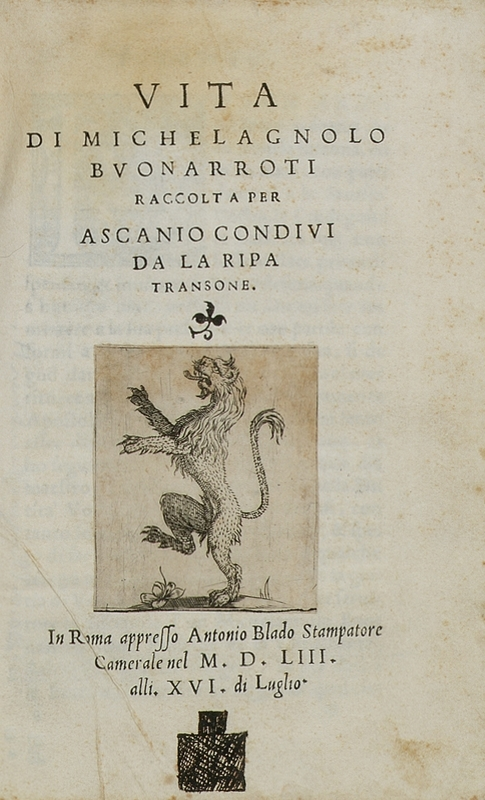
Portada de la Vita di Michelagnolo Buonarroti impresa en Roma en 1553.

Ascanio Condivi (Ripatransone, Italia,   1525 - Ripatransone, Italia, 10 de diciembre de 1574), fue un discípulo y biógrafo de Miguel Ángel.
Este pintor escribió una Vita de Michelangelo Buonarroti en 1553 cuando el artista tenía 78 años. Se ha querido ver en este texto una narración oficial autorizada por el anciano genio, e incluso dictada en parte por él mismo.